# Chelle Hafner
Chelle Hafner é uma pole dancer da Austrália.

## Prêmios e indicações[1]
2009
- Australian Women’s Pole Dance Championship Freestyle Women’s Division 2009 – 1° lugar.

2010
- International Pole Championships 2010 Women’s Pole Fit Division – 1st Runner Up
- Miss Pole Dance Doubles 2010 – 1st Runner up
- Miss Pole Dance 2010 – Best Pole Trick Award

2011
- Miss Pole Dance Queensland 2011 – 1° lugar
- Asia Pacific Pole Dance Championships Freestyle Women’s Division – 1° lugar